# Крячко Валентин Миколайович
Валентин Миколайович Крячко (рос. Валентин Николаевич Крячко нар. 27 січня 1958, Комсомольське, Харківська область, Українська РСР, СРСР) — радянський та український футболіст та тренер, чемпіон світу серед молоді (1977), майстер спорту СРСР міжнародного класу (1977).

## Кар'єра гравця
Футболом Валентин розпочав займатися в рідному селищі Слобожанське. Пізніше потрапив у перший набір харківського спортінтернату, де його тренером став Микола Михайлович Кольцов.
У 1974 році, ще будучи учнем 9 класу, дебютував у складі дублерів харківського «Металіста», а 9 серпня 1975 року, в матчі команд першої ліги «Динамо» (Мінськ) — «Металіст» вперше вийшов на поле у складі головної команди Харкова. У тому ж році поїхав вчитися до київського спортінтернат до тренера В. Киянченко.
Незабаром Крячко отримує запрошення до юнацької збірної СРСР, де виступав як за команду своїх однолітків, хлопців 1958 року народження, так і за збірну старшого віку. У 1976 році Валентин стає переможцем неофіційного чемпіонату Європи серед юніорів, який проходив в Угорщині. Ще через рік відбувся молодіжний чемпіонат світу, який проходив у Тунісі, де Крячко зі збірною СРСР знову стає тріумфатором.
Гра молодого центрального захисника привернула увагу багатьох футбольних тренерів, Валентину пропонували продовжити кар'єру в московському «Локомотиві», двічі отримував запрошення від київського «Динамо». Але на перехід в більш імениті команди захисник не наважився, віддавши перевагу Харкову. З 1975 року грав за «Металіст», з яким в 1981 році завоював путівку у вищу лігу.
Сезон 1982 року провів у складі київського СКА, куди був направлений на військову службу. У 1983 році повернувся в «Металіст», за який зіграв три матчі і був до кінця року переведений в іншу харківську команду — «Маяк», після чого знову повернувся до складу головної команди міста.
У 1986 році лікарі виявили у Валентина порушення серцевої діяльності — аритмію, після чого 28-річний футболіст був змушений залишити ігрову кар'єру, перейшовши на тренерську роботу. Пізніше декілька разів поновлював ігрову кар'єру. На початку і наприкінці 1990-их років виступав за професіональний клуб з Бєлгорода.

## Кар'єра тренера
З 1986 по 1993 рік тренував дітей у ДЮСШ «Металіст». На початку дев'яностих років поєднував тренерську роботу в спортшколі з ігровою кар'єрою в клубі «Ритм» (Бєлгород).
У 1994 році був асистентом у тренував «Металіста» Олександра Довбія а після його відставки і призначення головним тренером Віктора Камарзаєва, в матчах чемпіонату проти київського «Динамо» та донецького «Шахтаря» виходив на поле як футболіст. Наприкінці 1994 року поїхав працювати помічником Леоніда Ткаченка в клуб вищої ліги «Темп» (Шепетівка), який незабаром через відсутність фінансування припинив своє існування. З серпня по листопад 1995 року, Валентин Миколайович очолював, створений на «уламках» попереднього клубу, «Темп-АДВІС», але незабаром і цей клуб чекала доля його попередника.
У 1997—1998 роках Крячко знову виходив на футбольне поле в статусі футболіста, граючи за російську команду «Салют-ЮКОС» з Бєлгорода.
У 1998 році стояв біля витоків створення харківської футбольної команди «Арсенал», головним тренером якої був до 2001 року, після чого повернувся в «Металіст», де з липня 2001 року був асистентом у Михайла Фоменка. У листопаді 2002 року Крячко призначений головним тренером харківської команди, пропрацювавши на цій посаді до травня 2003 року.
З 2003 до квітня 2004 року тренував ще один харківський клуб — «Геліос».
Пізніше працював на фірмі «Калина-Харків», де створив футбольну команду, яка виступала на першість міста. Грав за ветеранські команди Харкова.
Нині Валентин Миколайович працює начальником відділу у справах сім'ї, молоді та спорту Харківської райдержадміністрації.

## Освіта
- Харківський державний педагогічний інститут.

## Досягнення

### Клубні
- Перша ліга чемпіонату СРСР
  -  Чемпіон (1): 1981

- Друга ліга чемпіонату СРСР
  -  Чемпіон (1): 1978

### У збірній
- Молодіжний чемпіонат світу
  -  Володар (1): 1977

- Юніорський чемпіонат Європи
  -  Володар (1): 1976

### Індивідуальні
- Майстер спорту СРСР (1976)
- Майстер спорту міжнародного класу СРСР (1977)